# رابید پیچ
رابید پیچ (به انگلیسی: Rabbid Peach) شخصیتی از بازی ویدئویی ماریو + رابیدز مبارزه پادشاهی می‌باشد که در سال ۲۰۱۷ منتشر شد. وی نوعی خرگوش که به آن رابید می‌گویند می‌باشد و دارای خصوصیات ظاهری شبیه به پرنسس پیچ می‌باشد و با او همنام نیز است.